# Inmigración venezolana en Costa Rica
Los venezolanos son una de las mayores comunidades extranjeras en Costa Rica y superando inmigración colombiana en 2019 cuanto inmigrantes como la segunda comunidad de inmigrantes más grande del país. En un inicio no era recurrente la inmigración de venezolanos en Costa Rica, hasta la depresión económica venezolana, aunque había inmigración venezolana anterior a ese evento esta no superaba la barrera de las 1000 a 3000 personas.

## Perfil
La inmigración venezolana no fue continua en Costa Rica, donde los primeros venezolanos en llegar al país eran becados para estudiar en la universidad, o empresarios como la incursión en 2004 de la Ferretería EPA, por lo que la inmigración solo era un intercambio cultural y de negocios.
Desde 2012 el crecimiento paulatino de inmigrantes ha superado la media normal alcanzado en 2017 la tasa de en promedio un flujo mensual de migrantes venezolanos hacia Costa Rica es entre 2500 y 3000 personas, la mayoría logra quedarse y algunos continúan su viaje a Estados Unidos, México o Canadá, aunque la política costarricense ha sido abierta y la mayoría tiene aprobado su legalidad, las estadísticas han ido en aumento tras aceptar pasaportes vencidos, documentos en mal estado y no pedir visa a causa de los problemas económicos y sociales en la Venezuela Chavista que influyo en un crecimiento desde 2017 por el hecho de que hayan puesto fuertes condiciones para bajar el flujo migratorio venezolano en muchos países de América del Sur y Panamá, alcanzando en 2019 la mayor llegada de venezolanos teniendo más del doble de venezolanos que el año anterior, actualmente un estimado de 40 000 venezolanos están viviendo en Costa Rica sea venezolanos antes de la crisis humanitaria y por la actual crisis según estimaciones de enero de 2020.
Las nuevas oleadas de venezolanos cada vez piden más el asilo de refugiado o buscan crear redes de apoyo entre ellos mismo pues muchos, a diferencia de las primeras oleadas estos tenían posibilidad de movimiento económico y sostenibilidad mayor, por lo que hay diferentes dimensiones pues algunos emigran por el apoyo de familiares que ya residen en el país que logran poder tener una mejor integración y otra realidad sería aquellos que vienen sin ningún apoyo familiar en el país por lo que la mayoría tiene que integrarse a trabajos mal regulados y de precariedad para encontrar un desarrollo económico.

## Flujos Migratorios
| 1990 | 1.919  |
| 2000 | 2.072  |
| 2011 | 3.886  |
| 2012 | 4.589  |
| 2014 | 6.708  |
| 2016 | 9.969  |
| 2017 | 13.638 |
| 2018 | 18.986 |
| 2019 | 27.756 |
| 2021 | 40.000 |